# Casa de Goethe (Fráncfort del Meno)
La casa de Goethe (en alemán: Goethe Haus) es una casa museo ubicada en el distrito de Innenstadt en Fráncfort, Alemania. Es el lugar de nacimiento y hogar de infancia del poeta y dramaturgo alemán Johann Wolfgang von Goethe. Allí escribió sus famosas obras Götz von Berlichingen (drama basado en la vida del personaje homónimo), Las penas del joven Werther y los primeros borradores de Fausto. Desde que la Freies Deutsches Hochstift (Fundación Alemana Libre) adquiriera la casa en 1863, se ha utilizado principalmente como museo y en ella se exhiben muebles y pinturas de la época de Goethe.
El edificio, ubicado unos 200 metros al norte de la orilla del río Meno, fue destruido por los bombardeos aliados durante la Segunda Guerra Mundial, pero reconstruido posteriormente. Se inauguró como museo moderno tras integrarse con el Museo del Romanticismo Alemán (Deutsches Romantik-Museum) en 2021. Ambos se pueden visitar compartiendo la misma entrada.

## Historia

### Como residencia privada
La casa fue construida por primera vez alrededor de 1618 por el orfebre flamenco Matthis van Hinsberg. Pasó por varios propietarios antes de ser adquirida en 1733 por Cornelia Goethe (1668-1754), la abuela de Johann Wolfgang, quien anteriormente había sido propietaria de una posada en la cercana calle Zeil. Cornelia compró dos propiedades contiguas y habitó en ambas; estaban conectadas mediante la destrucción del muro divisorio. Johann Caspar Goethe (1710-1782), hijo de Cornelia y padre de Johann Wolfgang, se mudó a la propiedad en 1741 y vivió allí con su esposa Catharina Elisabeth Goethe (1731-1808) desde 1748. El 28 de agosto de 1749 nació en esta casa Johann Wolfgang.
En 1754 murió Cornelia y su hijo se puso rápidamente manos a la obra para renovar la casa. Johann Caspar fue el arquitecto de su propio proyecto,  pero también buscó la ayuda de su amigo Johann Friedrich Armand von Uffenbach. El proyecto implicó derribar la propiedad más pequeña de las adyacentes y ampliar la propiedad restante para crear una propiedad grande que abarcara todo el lote. Las renovaciones comenzaron en abril de 1755 y finalizaron en febrero de 1756.
Como escribe Goethe en su autobiografía Poesía y verdad, su padre tuvo cuidado de preservar el doble alero de la fachada, lo cual no estaba permitido en edificios nuevos bajo los códigos de 1719 y 1749 debido a los riesgos de incendio; a Johann Caspar se le permitió extender la fachada saliente ya que se consideraba una modificación de un edificio existente, en lugar de una nueva construcción. La propiedad resultante permaneció estructuralmente sin cambios después de la renovación de 1755-1756.
Johann Wolfgang abandonó por primera vez la casa en octubre de 1765 para estudiar Derecho en Leipzig. Regresó en 1768 debido a una enfermedad, antes de partir nuevamente para terminar sus estudios en Estrasburgo (1770-71). Después de regresar de Estrasburgo, Goethe viviría en la casa familiar en Frankfurt (a excepción de una estadía de cuatro meses en Wetzlar en 1772) hasta partir definitivamente a Weimar en noviembre de 1775. Durante esta estancia en Frankfurt, Goethe escribió y publicó Götz von Berlichingen y Las penas del joven Werther, obras que le consiguieron fama en toda Europa. También escribió los primeros borradores de Fausto en este período.
En 1782 murió Johann Caspar, tras lo cual Catharina Elisabeth quedó sola en la casa. Alquiló algunas habitaciones a otros habitantes. En mayo de 1795, Catharina vendió la casa ya que le resultaba demasiado difícil administrarla sola y se mudó a un apartamento más pequeño.
Después de la salida de la familia Goethe, la casa fue vendida a la viuda Anna Catharina Rössing, cuya familia fue propietaria de la Casa de Goethe y alquilaron habitaciones a otras familias hasta 1861. Ese mismo año la casa fue vendida a Johann Georg Clauer, quien dividió el primer piso en dos locales comerciales, lo que requirió cambios importantes, como la instalación de dos nuevas entradas y paredes separadoras. Clauer también hizo instalar en el ático una pequeña sala conmemorativa de Goethe.

### Propiedad de Freies Deutsches Hochstift
En 1863, la Casa de Goethe fue adquirida por el geólogo Otto Volger, fundador y presidente de la Freies Deutsches Hochstift (Fundación Alemana Libre). La Hochstift restauró la casa a su estado original cuando Johann Wolfgang Goethe era un niño, para que sirviera como monumento conmemorativo al famoso poeta y dramaturgo. La Casa de Goethe también sirvió como centro de actividades de la Hochstift; una sala en la planta baja se convirtió en sala de lectura y una sala en el primer piso se convirtió en sala de conferencias para conferencias públicas. Otras salas se utilizaron para albergar las colecciones y exposiciones de la Hochstift. La casa se abrió al público por primera vez en su historia y se convirtió así en el primer monumento público dedicado a Goethe; (la Casa de Goethe en Weimar no se abriría hasta 1885). La casa se convirtió en un museo, decorado con muebles y pinturas de la época, intentando recrear auténticamente el entorno en el que Goethe pasó su juventud. Tras recibir un gran legado de Adolf Müller, en 1888 se adquirió el terreno situado al oeste de la casa. En este lugar se construyó el Museo Goethe. Diseñado por Franz von Hoven, se inauguró en 1897 y contenía una biblioteca, así como un espacio de exposición para las colecciones de la Hochstift. La restauración de la Casa de Goethe a su estado original del siglo XVIII finalizó en 1926.

#### Destrucción durante la guerra y reconstrucción

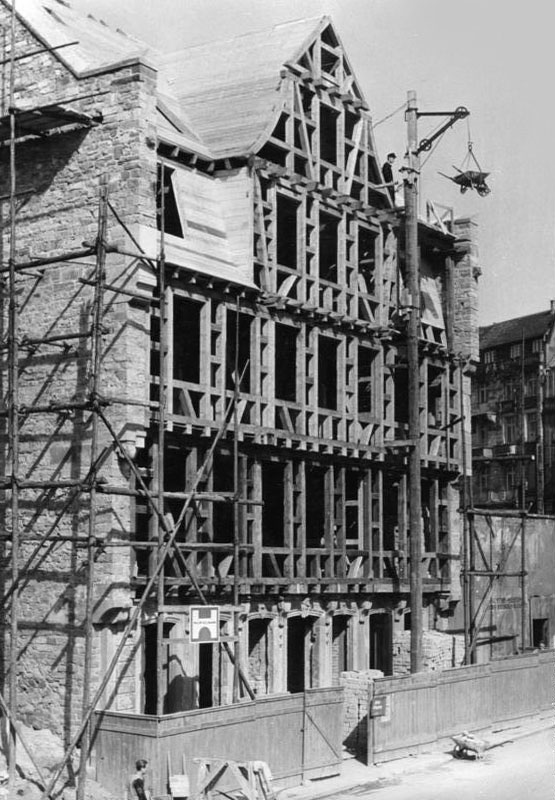
Reconstrucción de la Casa de Goethe en mayo de 1949. Archivo Federal de Alemania.

La casa y el museo fueron destruidos durante el bombardeo aéreo aliado de Frankfurt el 22 de marzo de 1944 (curiosamente en el aniversario luctuoso de Goethe), junto con gran parte del casco antiguo de la ciudad. El inventario de la casa ya había sido retirado de antemano, por lo que se conservaron todos los objetos excepto unos pocos.
Tras su destrucción, hubo un gran debate sobre qué debía hacerse con la Casa de Goethe. Algunos como Werner Hebebrand (1899-1966), jefe del departamento de planificación urbana de la ciudad, Eugen Blanck (1901-1980), funcionario de dicho departamento, y el publicista católico Walter Dirks (1901-1991) rechazaron la reconstrucción de la Casa de Goethe y sugirieron que el lugar se mantuviera en ruinas, cercado y con una señal que indicara la antigua existencia de la casa. Una encuesta entre arquitectos e historiadores del arte realizada por la Deutscher Werkbund de Hesse en la primavera de 1947 arrojó el mismo resultado, y el primer número de la revista Baukunst und Werkform ("Arquitectura y forma de trabajo") publicó la siguiente exigencia básica para la reconstrucción: «El patrimonio destruido no debe reconstruirse históricamente, sólo puede crearse para nuevas tareas en una nueva forma». Otros consideraron innecesaria la reconstrucción, al menos inmediatamente después de la guerra, ya que muchos seguían viviendo en condiciones insatisfactorias.

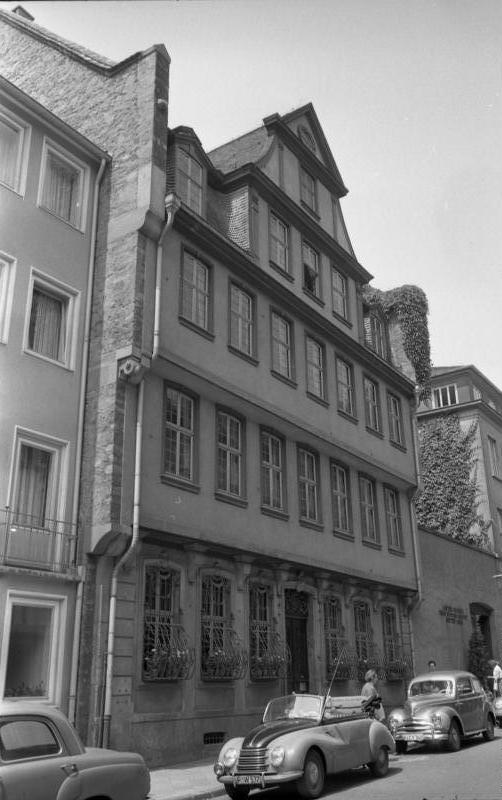
La Casa de Goethe en 1958. Archivo Federal de Alemania.

Entre los partidarios de la reconstrucción figuraban la Freies Deutsches Hochstift, el premio Nobel Hermann Hesse, el filósofo Karl Jaspers y el magnate industrial Richard Merton (1881-1960), que había regresado de la emigración. Argumentaban que no sólo se habían conservado los componentes del edificio, sino sobre todo el mobiliario histórico de la casa, el cual, si se presentara de forma neutral en un museo moderno, nunca tendría el mismo efecto que en el entorno original. Además, la excelente documentación elaborada antes de la destrucción permitió reconstruir el edificio fiel al original, utilizando materiales auténticos y artesanía original siempre que fue posible. Finalmente el plan para reconstruir fue aceptado por el ayuntamiento de Frankfurt, y así la reconstrucción comenzó en 1947. La reconstrucción fue dirigida por el arquitecto Theo Kellner. El proceso se vio facilitado por la existencia de numerosos planos y fotografías de la casa. El inventario de mobiliario, artefactos y objetos cotidianos, libros, cuadros y manuscritos que habían sido retirados durante la guerra fueron devueltos a la Casa de Goethe. El 10 de mayo de 1951, la Casa de Goethe fue reabierta al público por Theodor Heuss, entonces Presidente de Alemania Occidental.
El Museo Goethe, una pinacoteca de la época de Goethe, también está asociada a la Freies Deutsches Hochstift. Se integró al Museo del Romanticismo Alemán en 2021, que se construyó en el solar vecino entre 2016 y 2021. Cuando en 2021 se inauguró el adyacente Museo del Romanticismo Alemán (Deutsches Romantik-Museum), también se pudo acceder a la Casa de Goethe a través de él, utilizando la misma entrada.

Selección de pinturas del Museo Goethe
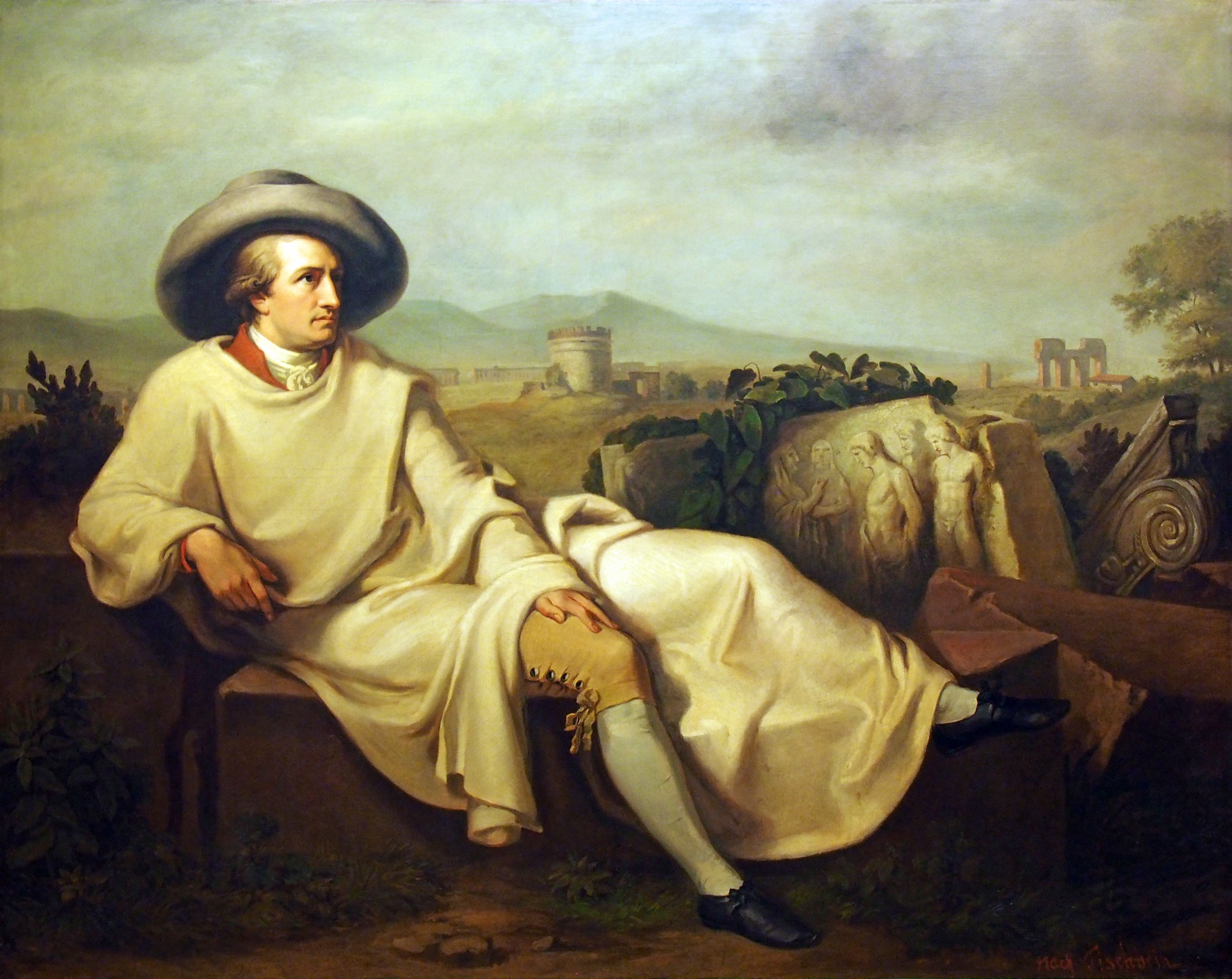
Goethe en la campiña romana, copia de Karl Bennert, a partir del original de Johann Heinrich Wilhelm Tischbein.
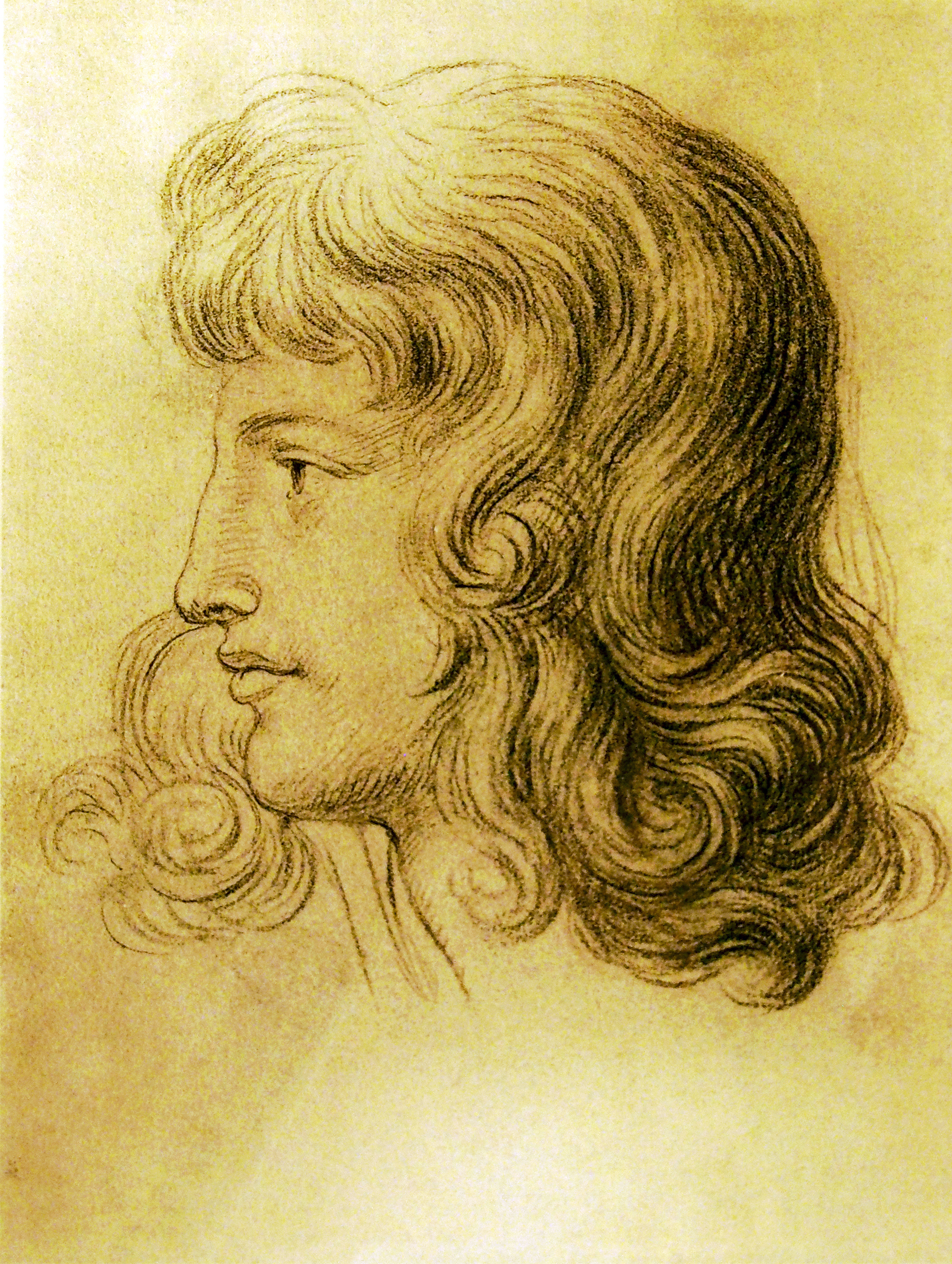
Christiane Vulpius de perfil, retrato por J. W. von Goethe.
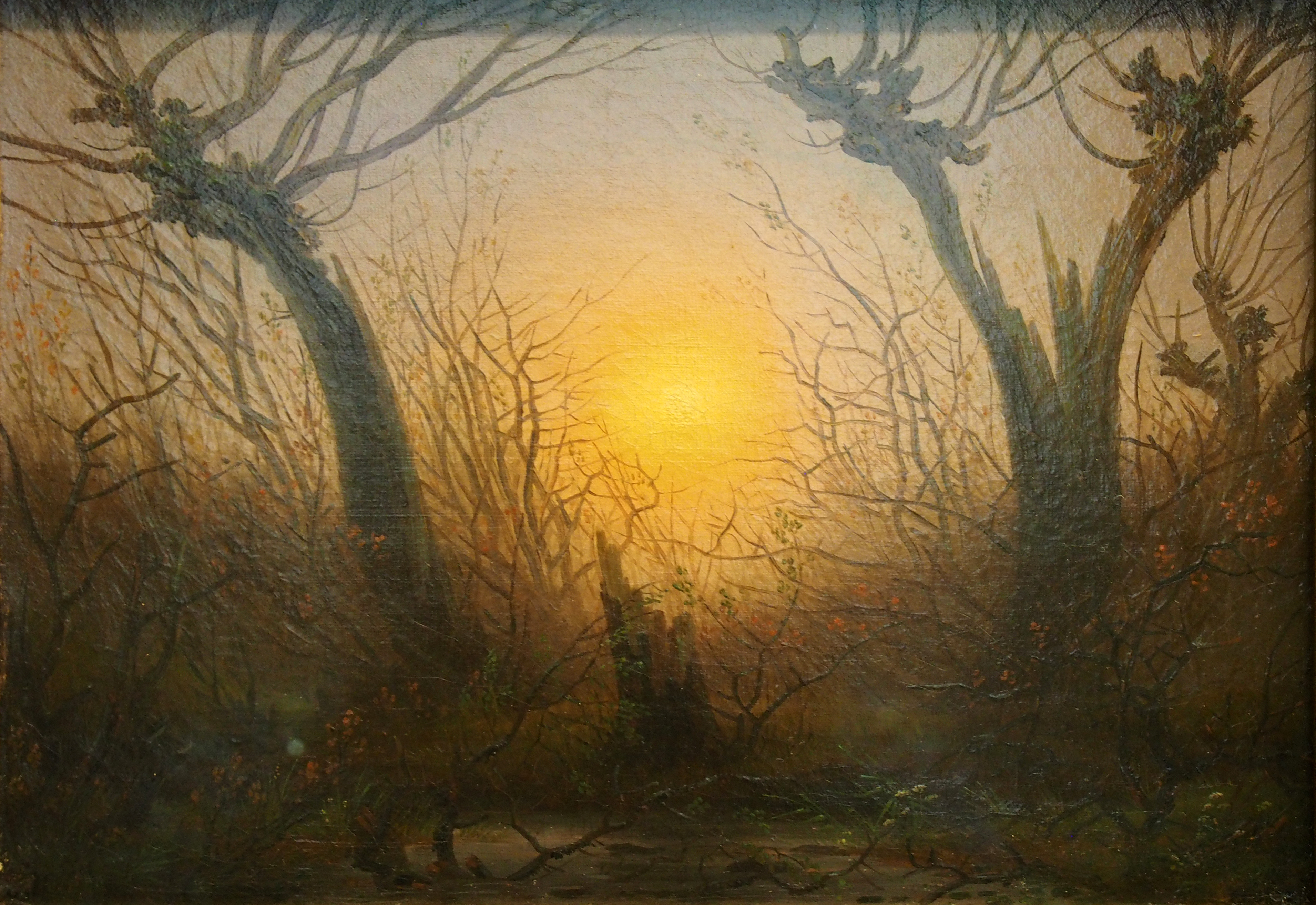
Weidengebüsch bei tiefstehender Sonne ("Sauces bajo la luz del sol") de Caspar David Friedrich.
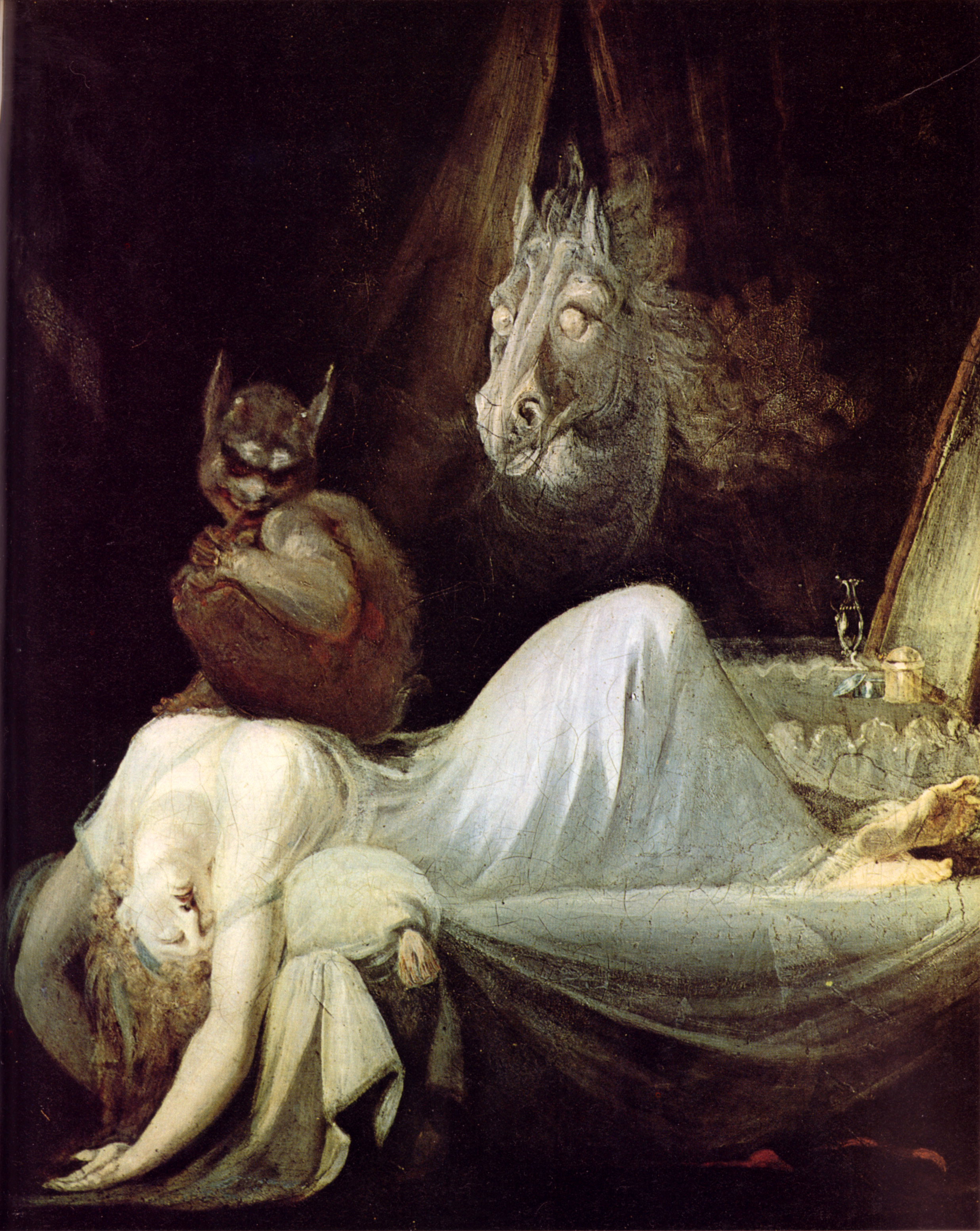
La pesadilla (versión de 1790-1791) de Johann Heinrich Füssli.

## Arquitectura

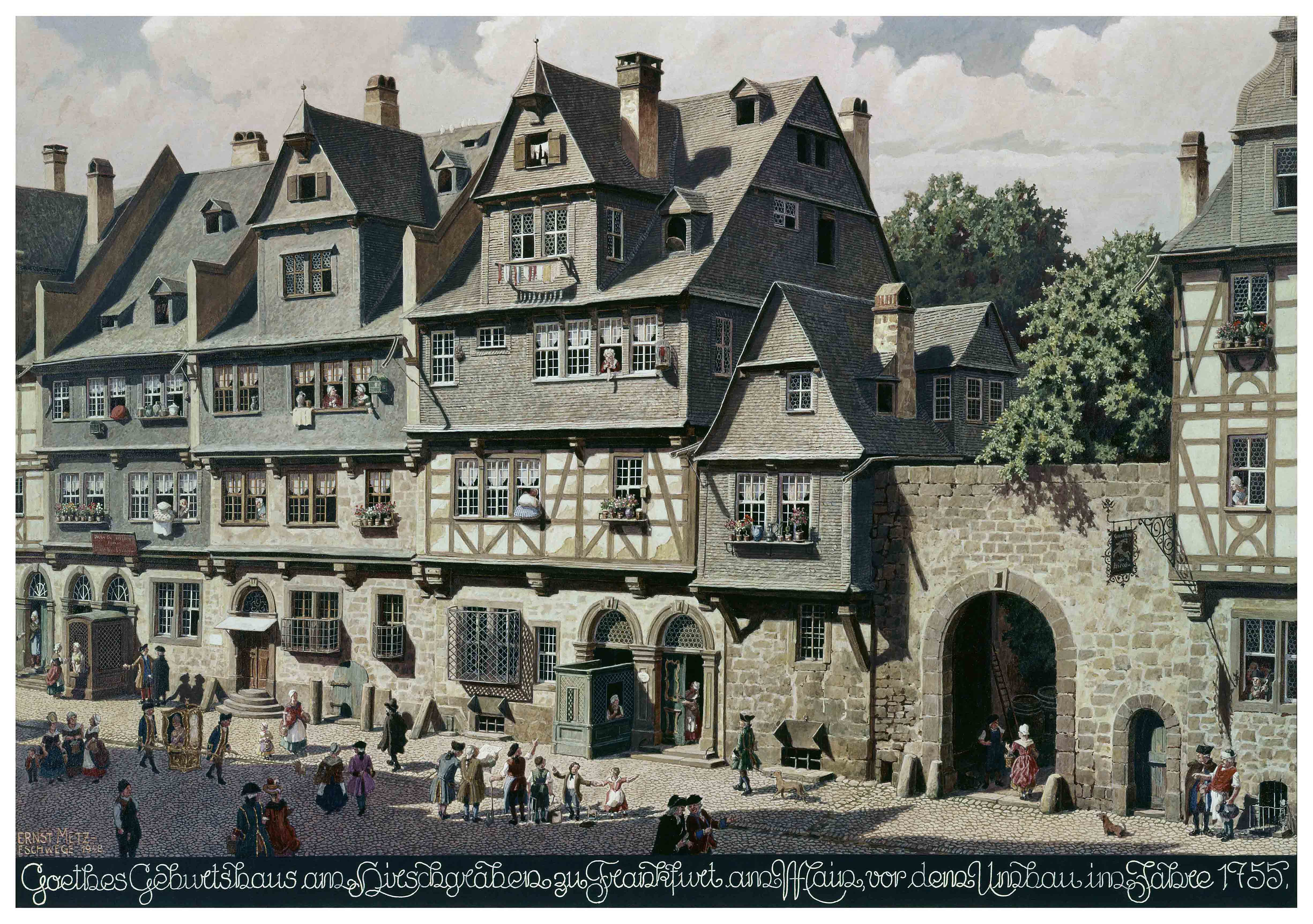
La Casa de Goethe antes de las renovaciones de 1755. Reconstrucción de 1948 en gouache del pintor y diseñador gráfico alemán Ernst Metz (1892-1973).

### Fachada
La fachada actual de la casa data de la reconstrucción de la Casa de Goethe después de la Segunda Guerra Mundial. Sin embargo, imita fielmente al de la casa original.
La fachada original fue el resultado de las reformas realizadas por Johann Caspar Goethe entre 1755 y 1756, cuando derribó una de las dos casas contiguas y amplió la otra sobre el espacio creado. Lo hizo para conservar el alero de la casa, que es una característica destacada de la fachada.

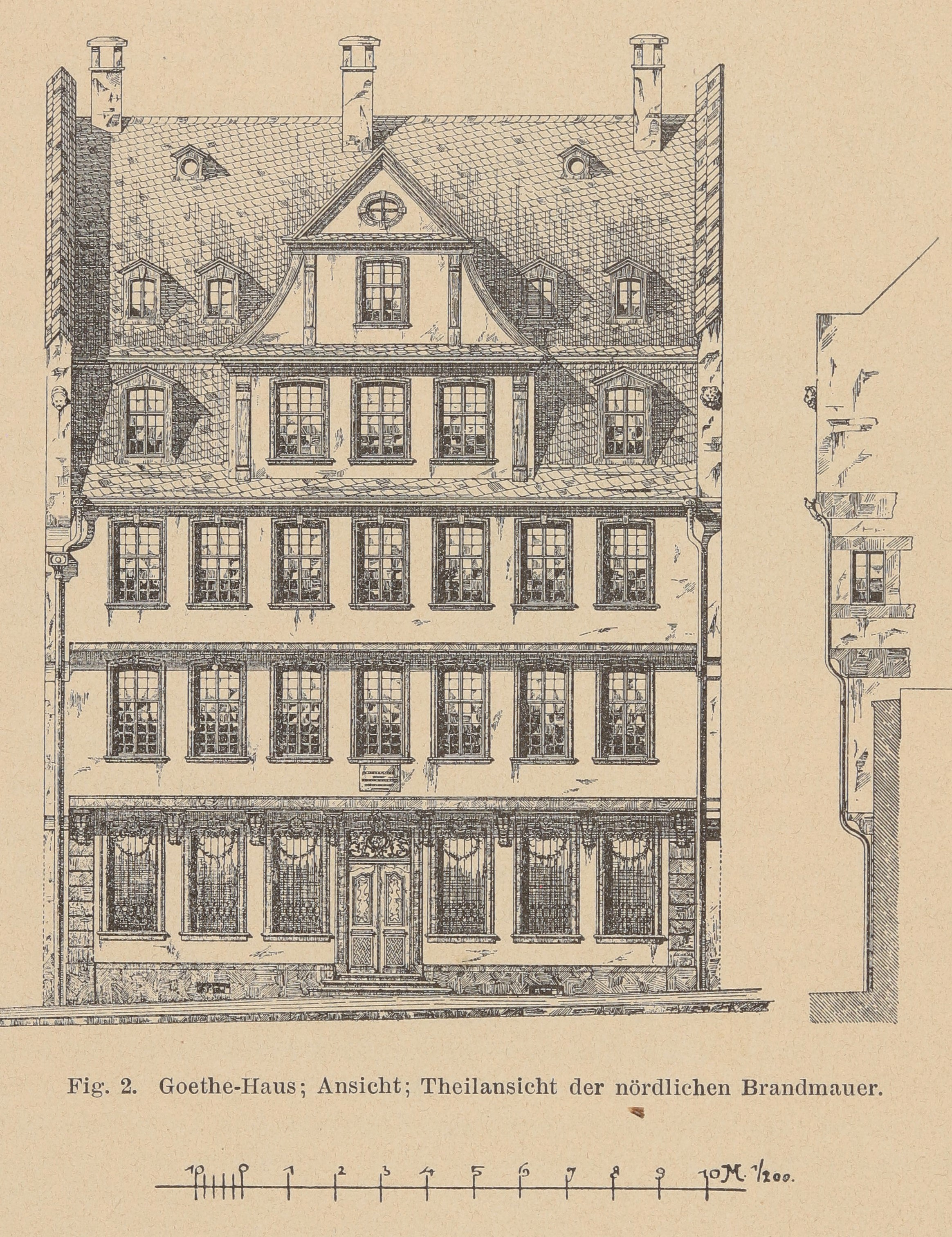
Un plano de 1902 de la fachada de la casa.

La fachada era típica de las casas adineradas de Frankfurt de la época; Rudolf Jung señala que la fachada de la casa "se diferenciaba poco de la de sus vecinas". La fachada se inspira en la arquitectura de París de la época de la Regencia,   y es una mezcla de los estilos barroco y rococó. Otro edificio de estilo similar en Frankfurt fue el Palacio de Thurn und Taxis, construido entre 1731 y 1739.
La planta baja es la parte de la fachada con el diseño más elaborado. Seis marcos de ventanas están provistos de molduras de hierro forjado, que están decoradas con guirnaldas. Los vanos de las ventanas están enmarcados por pilastras de sillería. Hay tres escalones que conducen a la puerta situada en el centro de la fachada. Sobre la puerta hay una ventana de tragaluz decorada con una malla de hierro, en la que se pueden ver las iniciales de Johann Caspar Goethe (JCG). En el arco sobre la puerta se encuentra el escudo de armas de Johann Caspar; adaptó el de la familia de su esposa, los Textor, que presentan un brazo que balancea un hacha y un joven que sostiene una espada. Johann Caspar añadió luego tres liras al diseño. La lira es el atributo del dios Apolo, el dios de la música y las artes; las bellas artes debían tener un hogar en la Casa de Goethe.
Los pisos primero y segundo de la fachada son más sencillos, constan de siete vanos con ventanas, que tienen antepechos de madera pintados pero poca decoración. Por encima se encuentra el tejado abuhardillado, del que sobresalen cuatro ventanas abuhardilladas, dos a cada lado. En el centro del tejado sobresale una gran estructura abuhardillada, sostenida por pilares verticales de madera, que se eleva tres pisos por encima de la casa principal. El nivel superior de esta estructura tiene dos aguas y contiene un pequeño tragaluz circular.
La fachada de la Casa de Goethe está construida en madera y apuntalada con ladrillos, con pilares, marcos de ventanas y cornisas de madera. La casa está cubierta con yeso amarillo, y los pilares, marcos y cornisas están cubiertos con yeso gris.

### Interior
La casa consta de cuatro niveles de habitaciones, además de un ático y un sótano, para un total de 18 habitaciones. En la planta baja se encuentran la antigua cocina y el comedor, al igual que la sala de estar de Cornelia Goethe. En el segundo piso hay un Gartenzimmer ("Sala de jardín"), llamado así por la vista que antiguamente ofrecía a un jardín vecino; la Casa de Goethe no posee jardín, sino más bien un pequeño patio, un hecho que Goethe lamentó en su Poesía y verdad. En el segundo piso también se encontraba el dormitorio de Johann Caspar y Catharina Elisabeth. En los pisos superiores hay un rellano que se bifurca hacia las estancias independientes, con suelo a cuadros rojos y blancos. La casa se calentaba anteriormente mediante hornos, que se encuentran en estos espacios. La planta baja contiene un mueble típico de la época: un Brandschrank, una especie de armario para guardar documentos importantes y objetos de valor que pudieran ser sacados rápidamente, en caso de incendio.

#### Escalera
La Casa de Goethe cuenta con una extravagante escalera y barandilla, que fue construida por el albañil Joseph Therbu. Era inusualmente elaborada para su época; el único otro ejemplo de una escalera tan ornamentada se encontró en el Römer. Johann Caspar pretendía que la escalera fuera uno de los elementos principales de la casa, de ahí su abundante decoración.Las escaleras de la planta baja son de piedra, un elemento que se conservaba antes de la reforma de Johann Caspar. La barandilla es de hierro forjado, decorada con flores y otros diseños de estilo barroco. Después del primer piso, la escalera es de madera, pero continúa la barandilla de hierro. En el segundo piso, la barandilla está decorada con las iniciales de Johann Caspar (JCG) y Catharina Elisabeth (CEG). La escalera se vuelve mucho menos elaborada entre el tercer y el cuarto piso, con solo barandillas de madera simples. A diferencia de la mayoría de las características arquitectónicas de la casa, la barandilla de la escalera es original; fue removida de los escombros de la casa bombardeada y restaurada.

#### Reloj de Hüsgen

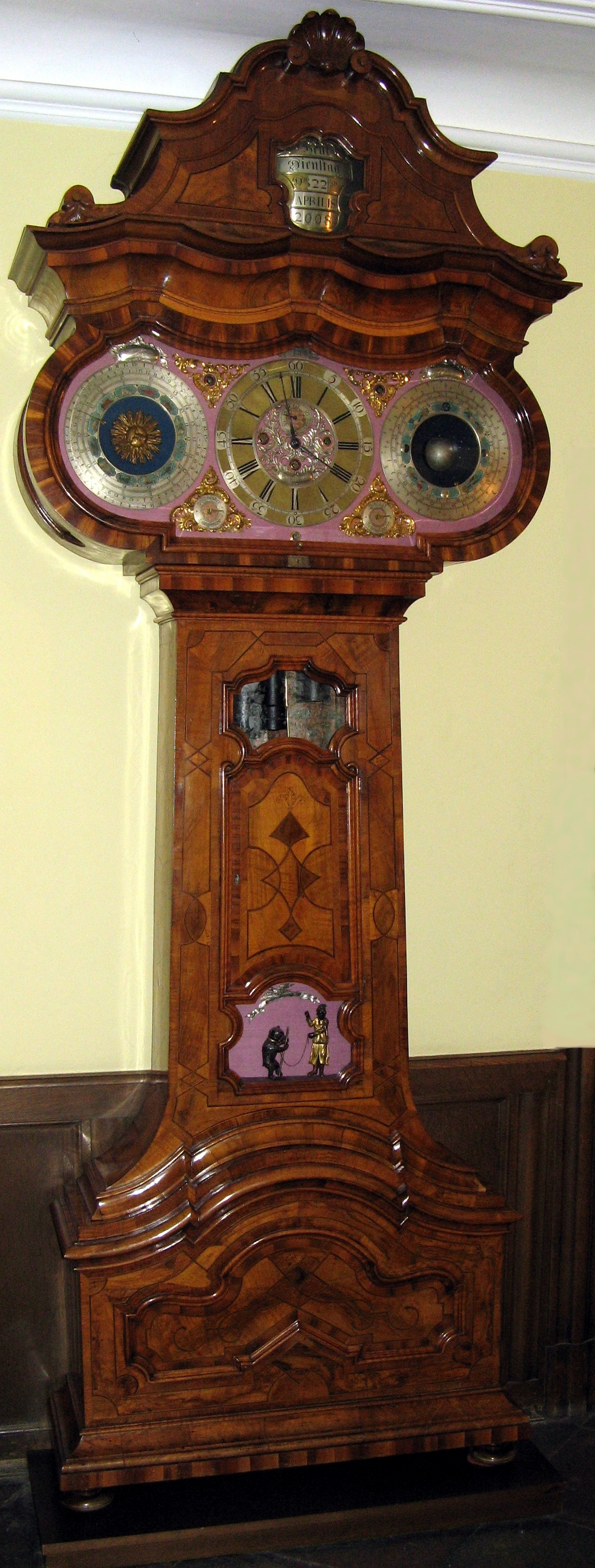
El reloj de Hüsgen en la Casa de Goethe.

En 1746, el consejero áulico Wilhelm Friedrich Hüsgen encargó a los hermanos Kinzing la construcción de un reloj astronómico en Neuwied según sus propios planos. Hüsgen era un buen amigo de la familia Goethe. El joven Johann Wolfgang conoció el reloj en casa de Hüsgen y quedó tan impresionado por él que unas cinco décadas más tarde aún recordaba en su Poesía y verdad el «para aquellos tiempos al menos maravilloso reloj». Posteriormente lo heredó Heinrich Sebastian Hüsgen, el hijo de Wilhelm Friedrich. En 1933, la Freie Deutsche Hochstift pudo adquirir el llamado "reloj de Hüsgen" por el precio de 2 000 RM. Hoy en día, el reloj está expuesto en el hueco de la escalera del segundo piso de la Casa de Goethe.